# Palacete Martí Dehesa
Le palacete Martí Dehesa, est un hôtel particulier de style Art nouveau situé à Santa Cruz de Tenerife aux Canaries (Espagne). Il est considéré comme « le représentant le plus remarquable du modernisme canarien ».
Il a été construit en 1912 comme logement familial pour le compte de Nicolás Martí Dehesa.  Au fil du temps, il a été converti en siège de la présidence du Gouvernement des Canaries et, actuellement, accueille une clinique d'esthétique faciale.

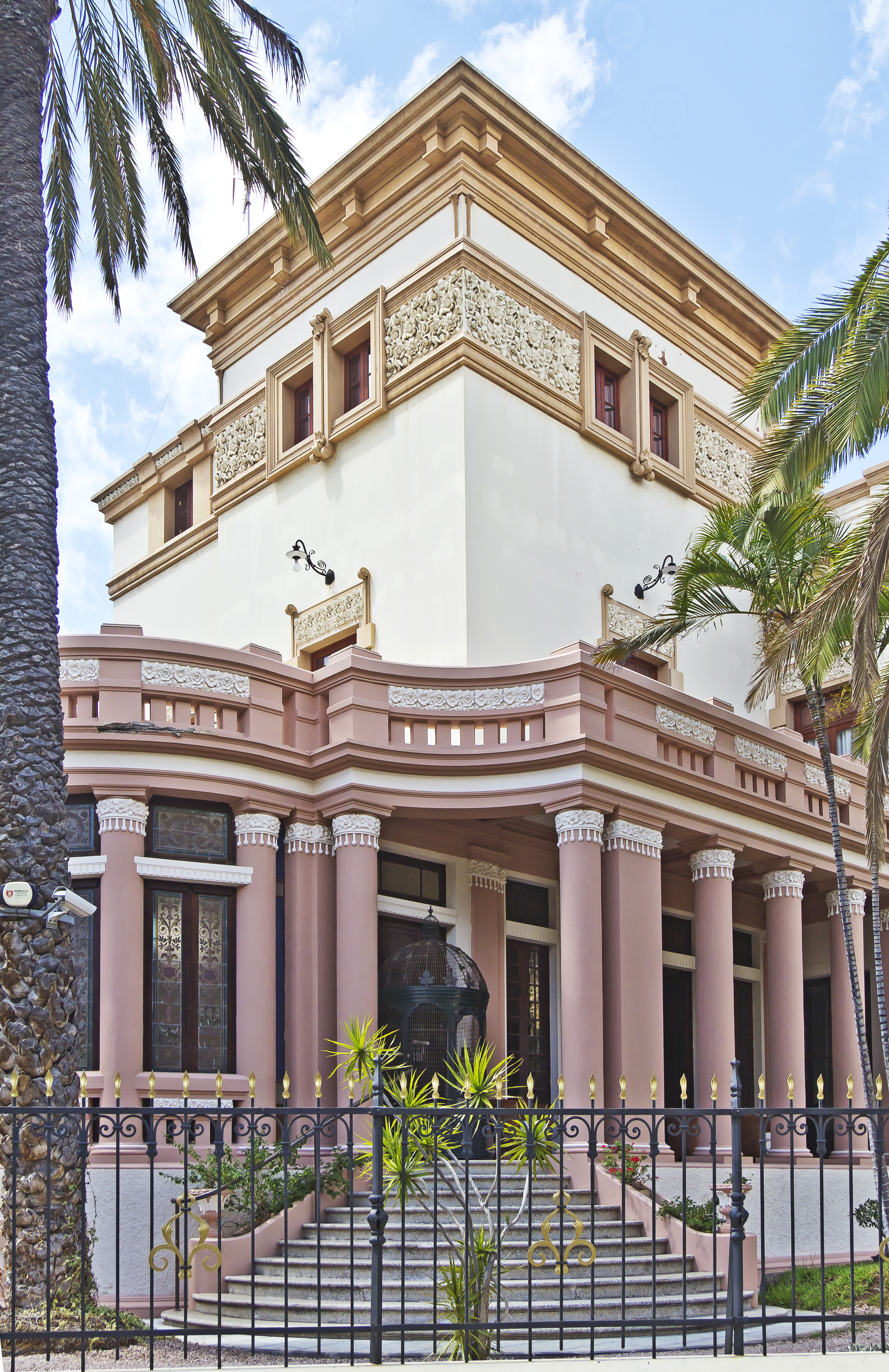
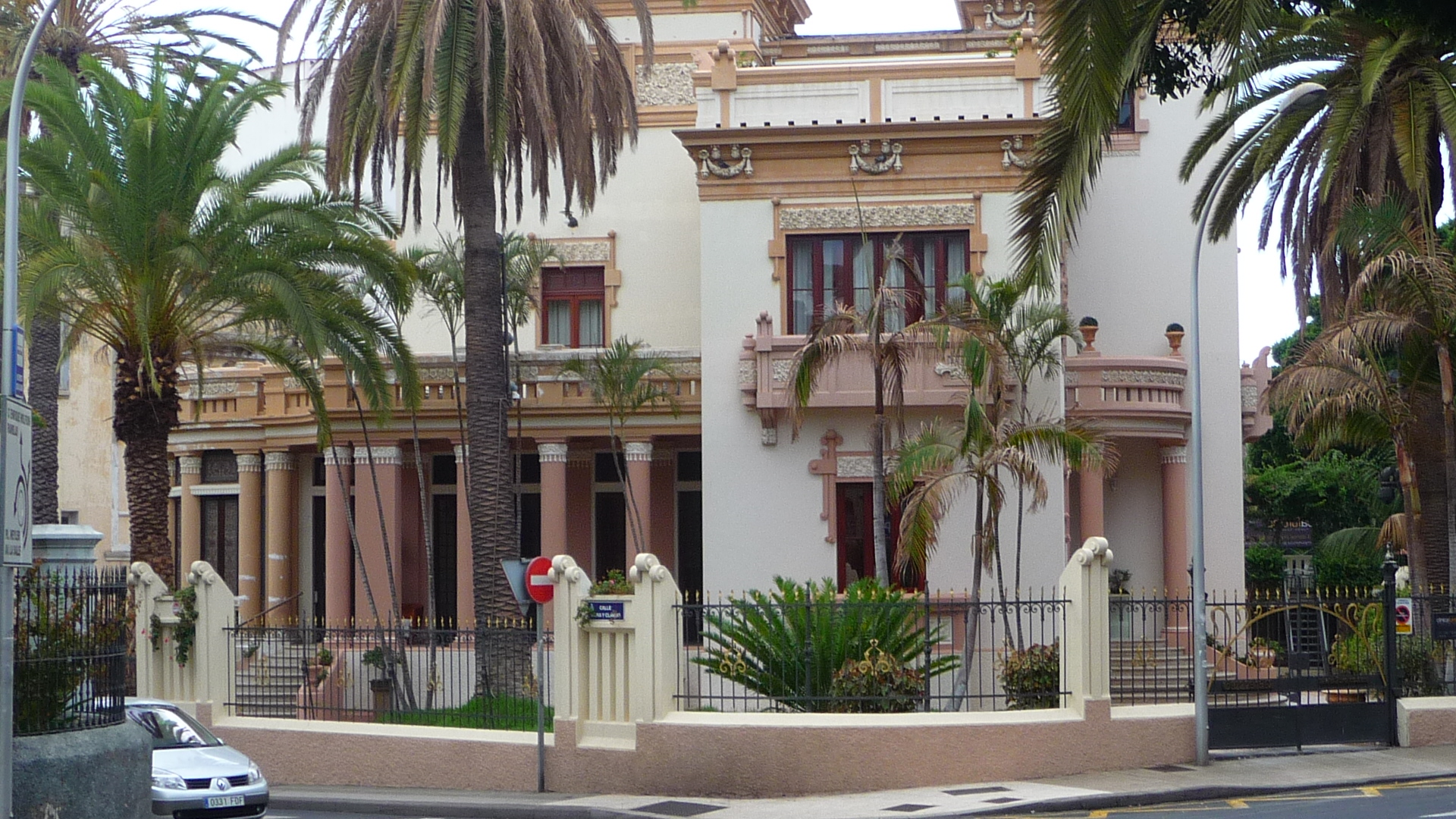

## Source de traduction
- (es) Cet article est partiellement ou en totalité issu de l’article de Wikipédia en espagnol intitulé « Palacete Martí Dehesa » (voir la liste des auteurs).